# (22753) 1998 WT
(22753) 1998 WT est un astéroïde Apollon potentiellement dangereux découvert en 1998.

## Description
(22753) 1998 WT a été découvert le 16 novembre 1998 à l'observatoire Magdalena Ridge, situé dans le comté de Socorro, au Nouveau-Mexique (États-Unis), par le projet Lincoln Near-Earth Asteroid Research (LINEAR).

### Caractéristiques orbitales
L'orbite de cet astéroïde est caractérisée par un demi-grand axe de 1,22 UA, un périhélie de 0,52 UA, une excentricité de 0,57 et une inclinaison de 3,20° par rapport à l'écliptique. Du fait de ces caractéristiques, à savoir un demi-grand axe supérieur à 1 UA et un périhélie inférieur à 1,017 UA, il est classé comme astéroïde Apollon. Il est en outre considéré comme un objet potentiellement dangereux, car sa distance minimale à l'orbite terrestre est inférieure à 0,05 UA et son diamètre est d'au moins 150 mètres

### Caractéristiques physiques
(22753) 1998 WT a une magnitude absolue (H) de 17,7 et un albédo estimé à 0,138.